# Hazel Hempel Abel
Hazel Hempel Abel (ur. 10 lipca 1888 w Plattsmouth, Nebraska, zm. 30 lipca 1966 w Lincoln, Nebraska), amerykańska polityk, działaczka Partii Republikańskiej.
W 1954 roku zasiadała w Senacie Stanów Zjednoczonych jako przedstawicielka stanu Nebraska.